# Lycaena caeligena
Lycaena caeligena är en fjärilsart som beskrevs av Charles Oberthür 1876. Lycaena caeligena ingår i släktet Lycaena och familjen juvelvingar. Inga underarter finns listade i Catalogue of Life.